# Nona rima
Nella metrica italiana, la nona rima è una strofa di nove endecasillabi a schema ABABABCCB.
Secondo il metricista Pietro G. Beltrami, è descrivibile «come una stanza di canzone di 3 piedi AB AB AB e sirma CCB».
Nella nostra letteratura è il metro del poemetto didascalico anonimo del XIII secolo intitolato L'Intelligenza. Nell'Ottocento e nel Novecento vi hanno fatto ricorso, per esigenze imitative di forme antiche, poeti come Giuseppe Giusti (in A Gino Capponi), Giovanni Marradi, Gabriele D'Annunzio (Il dolce grappolo nell'Isottèo, che, tra l'altro, è infarcito di citazioni dirette dall'Intelligenza), e Pier Paolo Pasolini nel Canto Popolare (ne Le ceneri di Gramsci), dove però lo schema è ABABCDCDC, gli endecasillabi sono irregolari e le rime sostituite, in taluni casi, da semplici assonanze.